# The Third Album
The Third Album es el título del tercer álbum de estudio en solitario de Streisand, publicado en febrero de 1964.

## Información del álbum
Este fue el tercer disco producido por Mike Berniker para Streisand. Él mismo explicaba a la prensa cómo, en un par de años, Streisand había crecido como vocalista.
Es un trabajo más reflexivo y menos histriónico que los dos anteriores.
La fotografía de la portada del álbum fue tomada por el actor y amigo de Barbra, Roddy McDowall, durante la grabación de The Judy Garland Show en octubre de 1963.

## Lista de temas
1. "My Melancholy Baby" (Ernie Burnett, George A. Norton, Maybelle E. Watson) - 3:03
2. "Just In Time" (Lyrics by Betty Comden and Adolph Green, Music by Jule Styne) - 2:20
3. "Taking A Chance On Love" (Vernon Duke, Ted Fetter, John Latouche) - 2:36
4. "Bewitched, Bothered And Bewildered" (Lorenz Hart, Richard Rodgers) - 2:55
5. "Never Will I Marry" (Frank Loesser) - 2:30
6. "As Time Goes By" (Herman Hupfeld) - 3:50
7. "Draw Me A Circle" (Cy Young) - 2:16
8. "It Had To Be You" (Music by Isham Jones, lyrics by Gus Kahn) - 3:50
9. "Make Believe" (Oscar Hammerstein II, Jerome Kern) - 2:42
10. "I Had Myself A True Love" (Harold Arlen, Johnny Mercer) - 4:24

## Lista de ventas
| \| US Billboard Pop Albums Chart (1964) \| \| \| ------------------------------------ \| --- \| \| Posición más alta \| 5 \| \| Semanas en lista \| 74 \| \| Certificación \| ORO \| |     |
| US Billboard Pop Albums Chart (1964) |     |
| Posición más alta | 5   |
| Semanas en lista | 74  |
| Certificación | ORO |

## Créditos
- Producción: Mike Berniker
- Arreglos y dirección: Ray Ellis, Sid Ramin, Peter Daniels, y Peter Matz
- Ingenieros de grabación: Frank Laico, Ted Brosnan
- Fotografía de portada: Roddy McDowall (Tomada en The Judy Garland Show, octubre de 1963)
- Notas: Sammy Cahn